# Sutton (Nebraska)
Sutton – miejscowość w Stanach Zjednoczonych, w stanie Nebraska, w hrabstwie hrabstwo Clay. Została nazwana na cześć miasta Sutton w stanie Massachusetts.